# Ellomenos
Ellomenos  este un oraș în Grecia în prefectura Lefkada.